# Ябловець
Ябловець (словен. Jablovec) — поселення в общині Подлехник, Подравський регіон‎, Словенія.